# Campionato europeo di football americano 1995
Il campionato europeo di football americano 1995 (in lingua inglese 1995 American Football European Championship), è la settima edizione del campionato europeo di football americano per squadre nazionali maggiori maschili organizzato dalla EFAF. È stato disputato in Austria tra il 16 e il 20 agosto 1995.

## Stadi
Distribuzione degli stadi del campionato europeo di football americano 1995
| Innsbruck                                                                                 | Klagenfurt am Wörthersee    | Vienna                    |
| ----------------------------------------------------------------------------------------- | --------------------------- | ------------------------- |
|                                                                                           | Wörthersee Stadion          | Wiener Sportclub-Platz    |
| 47°16′00″N 11°23′00″E                                                                     | 46°36′31.85″N 14°16′41.81″E | 48°13′33.7″N 16°18′39.1″E |
| Capacità:                                                                                 | Capacità: 32 000            | Capacità: 7 828           |
| Altitudine:                                                                               | Altitudine:                 | Altitudine: 115 m s.l.m.  |
|                                                                                           |                             |                           |
| (Innsbruck) Wörthersee Stadion (Klagenfurt am Wörthersee) Wiener Sportclub-Platz (Vienna) |                             |                           |

## Squadre partecipanti
| Pr. | Squadra   | Data di qualificazione | Qualificata in quanto                                                                                              | Ultima partecipazione |
| --- | --------- | ---------------------- | --- | --------------------- |
| 1   | Finlandia |                        | Vincitrice dello spareggio con Svezia e Norvegia                                                                   | Italia 1993           |
| 2   | Ucraina   |                        | Vincitrice per forfait dello spareggio con la Gran Bretagna (dopo aver eliminato, sempre per forfait, la Germania) | Esordiente            |
| 3   | Austria   |                        | Paese organizzatore                                                                                                | Italia 1983           |
| 4   | Italia    |                        | Vincitrice dello spareggio con la Francia (dopo aver eliminato il Belgio)                                          | Italia 1993           |

## Tabellone
|  | Semifinali | Semifinali | Semifinali |        |           | Finale               | Finale               | Finale               |  |
|  |            |            |            |        |           |                      |                      |                      |  |
|  | Finlandia  | Finlandia  | 37         |        |           |                      |                      |                      |  |
|  | Finlandia  | Finlandia  | 37         |        |           |                      |                      |                      |  |
|  | Ucraina    | Ucraina    | 0          |        |           |                      |                      |                      |  |
|  | Ucraina    | Ucraina    | 0          |        | Finlandia | Finlandia            | 27                   |                      |  |
|  |            |            |            |        | Finlandia | Finlandia            | 27                   |                      |  |
|  |            |            | Italia     | Italia | 7         |                      |                      |                      |  |
|  | Austria    | Austria    | Italia     | Italia | 7         | 6                    |                      |                      |  |
|  | Austria    | Austria    |            |        |           | 6                    |                      |                      |  |
|  | Italia     | Italia     | 30         |        |           | Finale 3º - 4º posto | Finale 3º - 4º posto | Finale 3º - 4º posto |  |
|  | Italia     | Italia     | 30         |        |           |                      |                      |                      |  |
|  |            |            |            |        |           |                      |                      |                      |  |
|  |            |            |            |        |           | Ucraina              | Ucraina              | 0                    |  |
|  |            |            |            |        |           | Ucraina              | Ucraina              | 0                    |  |
|  |            |            |            |        |           | Austria              | Austria              | 18                   |  |

## Risultati

### Semifinali
| Innsbruck 16 agosto 1995 | Finlandia | 37 – 0 | Ucraina |  |

| Klagenfurt am Wörthersee 17 agosto 1995 | Austria | 6 – 30 (0-7 0-7 0-10 6-6) | Italia | Wörthersee Stadion |

### Finale 3º - 4º posto
| 1995 | Austria | 18 – 0 | Ucraina |  |

### Finale
| Vienna 20 agosto 1995 | Finlandia | 27 – 7 (14-7 0-0 3-0 10-0) | Italia | Wiener Sport-Club Platz |

## Campione
| Campione d'Europa 1995 Finlandia (3º titolo) |